# Michel Pacewicz
Michel Pacewicz, né à Château-Gontier en France le 19 octobre 1843 et mort le 2 février 1921 à Vigo en Galice, est un architecte français d'origine polonaise.

## Biographie
Michel Pacewicz est lié à la ville de Vigo, en Galice, dans laquelle il passe 17 années de sa vie professionnelle et dans laquelle il construit des édifices emblématiques. Il est l'élève de l'architecte Paul Abadie.
Il demeure l'une des personnalités du patrimoine de la ville de Vigo.

## Postérité
- La ville de Vigo reste attentive à la restauration[4] du patrimoine de l'architecte[5].